# Solomonargiolestes bougainville
Solomonargiolestes bougainville – gatunek ważki z rodziny Argiolestidae. Opisał go Vincent J. Kalkman w 2008 roku pod nazwą Argiolestes bougainville.
Owad ten znany jest wyłącznie z Wyspy Bougainville’a w archipelagu Wysp Salomona.